# Преутешти (Сучава)
Преутешти (рум. Preuteşti) насеље је у Румунији у округу Сучава у општини Преутешти. Oпштина се налази на надморској висини од 268 m.

## Становништво
Према подацима из 2002. године у насељу је живело 9028 становника, од којих су сви румунске националности.

### Хронологија
| Година       | 1992 | 1993 | 1994 | 1995 | 1996 | 1997 | 1998 | 1999 | 2000 | 2001 | 2002 | 2003 | 2004 | 2005 | 2006 | 2007 | 2008 | 2009 | 2010 | 2011 | 2012 | 2013 | 2014 | 2015 | 2016 | 2017 |
| ------------ | ---- | ---- | ---- | ---- | ---- | ---- | ---- | ---- | ---- | ---- | ---- | ---- | ---- | ---- | ---- | ---- | ---- | ---- | ---- | ---- | ---- | ---- | ---- | ---- | ---- | ---- |
| Становништво | 8995 | 8931 | 8959 | 8922 | 8941 | 9003 | 9072 | 9139 | 9199 | 9228 | 9234 | 9286 | 7206 | 7185 | 7153 | 7089 | 7081 | 7057 | 7060 | 7025 | 7018 | 7055 | 7079 | 7101 | 7130 | 7113 |